# مسجد الشيخ الأنصاري
مسجد الشيخ الأنصاري أو مسجد الترك هو أحد مساجد العراق التاريخية، وأحد المساجد الكبيرة في النجف الأشرف، أسسه وبناه الشيخ مرتضى الأنصاري قبل وفاته بخمسة سنين عام 1281 للهجرة، حيث كان يقيم الصلاة والمحاضرات الدينية لطلاب الحوزة العلمية، يقع المسجد في مدينة النجف القديمة في محلة الحويش بالقرب من السوق القديم وتبلغ مساحته أكثر من 450 متر مربع.
وقد حصلت إصلاحات لمسجد الشيخ الأنصاري ففي عام 1941 تبرع مجموعة من أهالي النجف وساعدتهم مديرة الأوقاف العامة لإعادة بناء المسجد، وفي العام 1999م بوشر ببناء القطعة المجاورة للمسجد لغرض توسعته، وهي قطعة كبير تتصل بالقسم المكشوف من المسجد، وفي قبال المسجد بناية للوضوء ومرافق صحية.
ويعود سبب تسمية المسجد بالترك هو أتخاذه مكانا ومأتم حسيني من قبل الأتراك، أما سبب تسميته بالأنصاري هو نسبة إلى مؤسسه الشيخ مرتضى الأنصاري.
وأقام الشيخ علي بن الشيخ باقر الجواهري، المتوفي عام 1340 هجرية صلاة الجماعة فبه وتقام في هذا المسجد الفواتح لأسرة آل المظفر على وجه التحديد.